# Saint-Pierre-du-Vauvray
Saint-Pierre-du-Vauvray is een gemeente in het Franse departement Eure (regio Normandië). De plaats maakt deel uit van het arrondissement Les Andelys. Saint-Pierre-du-Vauvray telde op 1 januari 2022 1.231 inwoners.

## Geografie
De oppervlakte van Saint-Pierre-du-Vauvray bedroeg op 1 januari 2022 5,22 vierkante kilometer; de bevolkingsdichtheid was toen 235,8 inwoners per km².

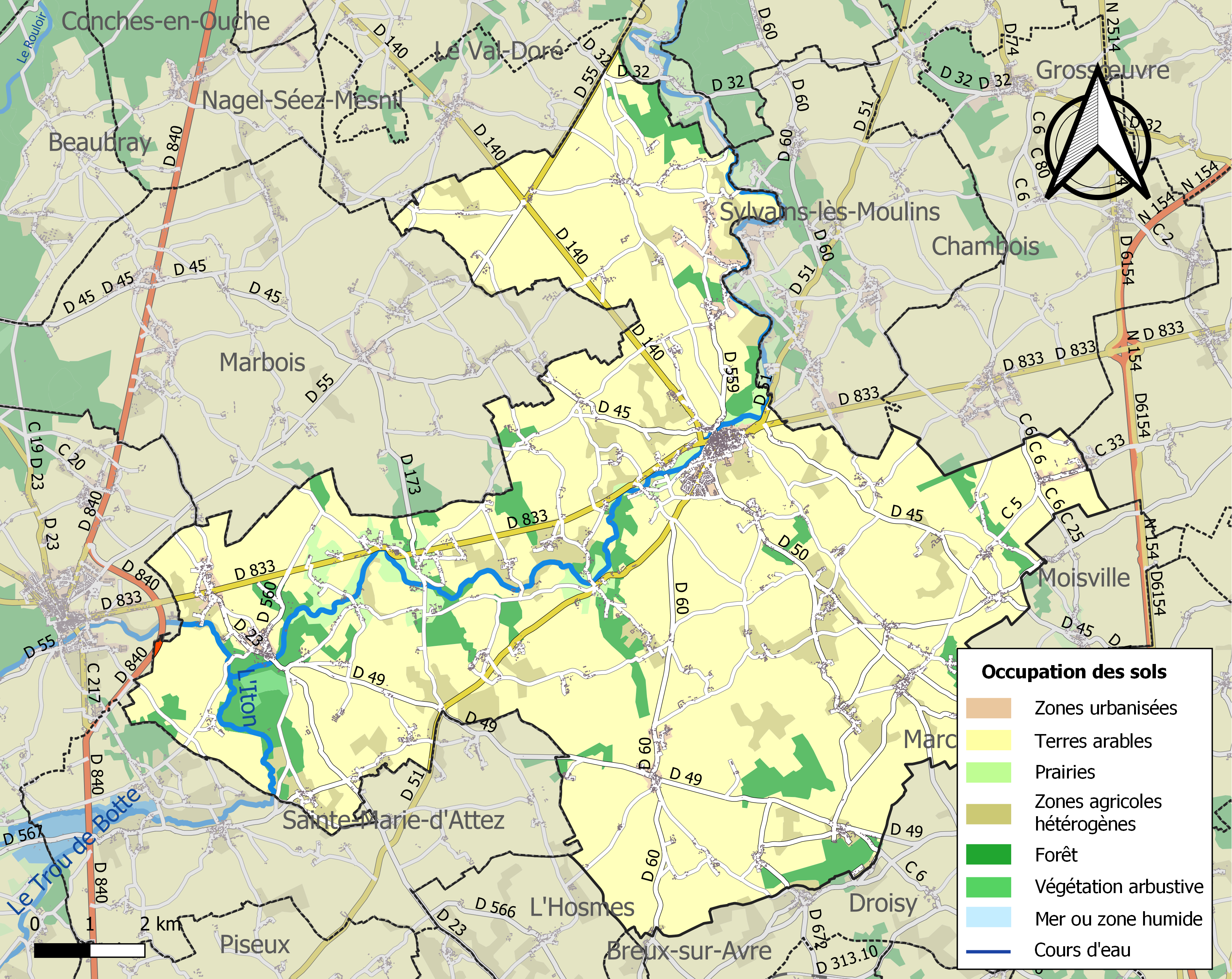
Kaart van de gemeente met belangrijkste infrastructuur, bodemgebruik en omliggende gemeenten

## Verkeer en vervoer
In de gemeente ligt spoorwegstation Saint-Pierre-du-Vauvray.

## Demografie
Onderstaande figuur toont het verloop van het inwonertal (bron: INSEE-tellingen).